# Morten Boje Hviid
Morten Boje Hviid, född Morten Boje Jensen 30 augusti 1966, är en dansk ämbetsman och kommunikationsrådgivare med anslutning till Socialdemokratiet. Han har varit personlig rådgivare (spinndoktor) för Mogens Lykketoft och Helle Thorning-Schmidt. Han är även en av de överlevande från Estoniakatastrofen som inträffade den 28 september 1994.
År 1998, fyra år efter Estoniakatastrofen, gav Hviid ut boken Jeg ville overleve där han berättar om livet efter fartygets förlisning. Boken gavs 1999 ut i svensk översättning under titeln Jag ville överleva.